# Сова чіяпська
Сова́ чіяпська (Strix fulvescens) — вид птахів родини совових (Strigidae). Поширений у Центральній Америці.

## Поширення
Птах трапляється у високогірних районах на півдні Мексики (штати Чіапас та Оахака), у Гватемалі, Гондурасі та Сальвадорі. В Оахаці були спостереження у 1950 році, але вони вважалися сумнівними, поки у 2011 році знову його не виявили. Мешкає в гірських вічнозелених соснових лісах і вологих сосново-дубових лісах і, як правило, у хмарних лісах.

## Опис
З розміром тіла від 41 до 44 сантиметрів, чіяпська сова є великим видом у своєму роді. Вона не має пір’яних вух. Лицьова диск блідо-вохристий з помітною темною облямівкою. Верхня сторона тіла іржаво-бура з білуватими плямами, нижня блідо-червонувато-бура з темними поздовжніми смугами. Лише передня частина грудей має горизонтальну смужку. Дзьоб жовтуватий. Очі чорно-карі.